# Mindless Self Indulgence
Mindless Self Indulgence (često skraćeno na MSI) je američki electropunk sastav, osnovan u New York Cityju 1997. godine. Glazba sastava mješa žanrove kao što su punk rock, alternativni rock, elektronika, techno, industrial, hip hop i breakbeat hardcore.

## Povijest
Između 1987. i 1996. godine, James Euringer (pseudonim Jimmy Urine) snimio je oko 35 pjesama različitih glazbenih žanrova, obično u stilu industriala/elektroničkog punka. Te je pjesma snimio sam Euringer u New Yorku, koristeći najosnovniju opremu. Euringer je objavio album naziva Mindless Self-Indulgence, na kojem su bile pjesme u stilu industriala sličnom sastavu Nine Inch Nails. Budući gitarist sastava, Steve, Righ? svirao je na pjesmi 'Bed of Roses'.
Godine 1997., Euringer snimio je obradu pjesme "Bring the Pain", sastava Method Man, koja je bila sastavljena od šest obrada pjesme drugačijeg žanra spojenih u jednu pjesmu. To je postao temelj zvuka Mindless Self Indulgencea. Ubrzo nakon, sastav se okupio kada se Jimmyiju Urineu pridružio Steve, Righ? na gitari, Urineov brat Markus Euringer na drugoj gitari (kojeg je kasnije zamijenila basistica Vanessa Y.T., a koju je zatim zamijenila basistica Lyn-Z), i Urineva rodica Kitty na bubnjevima. Prema službenoj web stranici sastava, održali su prvi koncert 5. studenog 1998. godine. Sastav je objavio pet albuma, dva EPa, jedan album uživo, i jedan DVD uživo. Umjesto da potpišu uobičajene glazbene ugovore, sastav je dao prava za većinu albuma diskografskim kućama, zadržavajući vlasništvo nad glazbom.
Tijekom ljeta 2007. godine, sastav je bio dio Projekt Revolutiona, glazbenog festivala kojeg je održavao Linkin Park.U siječnju 2009. godine, sastav je vodio Kerrang!ovu Relentless Energy Drink turneju.
U prosincu 2010. godine, sastav je objavio strip naziva Adventures Into Mindless Self Indulgence o raznim pričama s turneje i značajnim trenucima u karijeri sastava. Objavili su i remaster izdanja svojih prvih studijskih albuma na CD/DVD-u, Tight, 2011. godine, alternativnog nazivaTighter. Na albumu su se pojavile i prve snimke sastava. Dana 25. listopada 2012. godine, sastav je najavio novu album kroz Kickstarter kampanju. How I Learned to Stop Giving a Shit and Love Mindless Self Indulgence objavljen je u svibnju 2013. godine. Singlovi albuma "It Gets Worse" in December i "Fuck Machine" objavljeni su u siječnju 2014. godine. Dana 20. siječnja 2014. godine, sastav je objavio kako će uzeti predah od turneja nakon završetka turneje 2014. godine.
Dana 18. rujna 2015. godine, Mindless Self Indulgence objavio je Pink, kolekciju od 19 pjesama koje je Eurigner snimio između 1990. i 1997. godine. Album također sadrži remiksane pjesme s istoimenog albuma sastava, zvučni dnevnik kojeg je Urine snimio u srpnju 1992. godine, i obrade pjesama "Personal Jesus", sastava Depeche Mode i "Girls on Film" sastava Duran Duran.

## Članovi
Sadašnji članovi
- Jimmy Urine – glavni vokali, sintisajzer, programiranje (1997.–danas)
- Steve, Righ? – gitara, prateći vokali (1997.–danas)
- Kitty – bubnjevi (1997.–danas)
- Lyn-Z – bas-gitara (2001.–danas)

Bivši članovi
- Markus Euringer – gitara, bas-gitara (1997. – 1998.)
- Vanessa Y.T. – bas-gitara (1998. – 2001.)

## Diskografija
Studijski albumi
- Tight (1999.)
- Frankenstein Girls Will Seem Strangely Sexy (2000.)
- You'll Rebel to Anything (2005.)
- If (2008.)
- How I Learned to Stop Giving a Shit and Love Mindless Self Indulgence (2013.)

EP-ovi
- Despierta Los Niños (2003.)
- Another Mindless Rip Off (2006.)
- <3 (2010.)

Albumi uživo
- Alienating Our Audience (2002.)

Kompilacije
- Pink (2015.)

Demo albumi
- Crappy Little Demo (1997.)
- Thank God Demo (2001.)

## Vanjske poveznice
- Službena stranica sastava
- Mindless Self Indulgence na AllMusicu
- Mindless Self Indulgence na Discogsu